# Obiettivo Longtunnel
Obiettivo Longtunnel  è un romanzo di fantascienza dello scrittore americano Alan Dean Foster del 1988. Il libro è il quinto cronologicamente della serie Pip e Flinx.

## Trama
Il libro segue gli eventi di La fine della vicenda.
L'agente Flinx si trova nella fitta giungla di Alaspin per liberare la prole del minidrago Pip e mentre torna in città s'imbatte in una giovane donna che giace priva di sensi sulla riva di un fiume. Flinx decide di soccorrere la donna, Clarity Held, una brillante scienziata, rapita chissà per quali motivi da un remoto avamposto sull'inospitale pianeta Longtunnel. Inizialmente Flinx non vuole essere coinvolto ma Clarity è davvero attraente e il mistero che la circonda presenta dei lati interessanti.